# خوان مانويل بيريز رويز
خوان مانويل بيريز رويز (بالإسبانية: Juan Manuel Pérez Ruiz) (15 يوليو 1996 في إسبانيا - ) هو لاعب كرة قدم إسباني في مركز حراسة المرمى. لعب مع أوساسونا.

## وصلات خارجية
- خوان مانويل بيريز رويز على موقع قاعدة بيانات كرة القدم.إي يو (الإنجليزية)
- خوان مانويل بيريز رويز على موقع Soccerway.com (الإنجليزية)